# Sammy Mahdi
Sammy Mahdi, né le 21 septembre 1988, est un homme politique belge membre du Christen-Democratisch en Vlaams (CD&V).
Élu député fédéral à la Chambre des représentants en 2019, il devient secrétaire d’État à l’Asile et à la Migration et chargé de la Loterie nationale en 2020 au sein du gouvernement De Croo. Il devient président de son parti, le 25 juin 2022.

## Biographie
Sammy Mahdi est né d'un père irakien chiite et d'une mère belge. Son père arrive en Belgique dans les années 1970 en tant que réfugié . Il est élevé en français par son père et en néerlandais par sa mère.

### Parcours scolaire et professionnel
Il étudie les sciences politiques à la Vrije Universiteit Brussel (VUB) et enchaîne avec un master en droit international et européen. De 2014 à 2017, il est collaborateur parlementaire du député flamand Joris Poschet.
Depuis 2016, il intervient aussi régulièrement en tant que chroniqueur auprès du journal quotidien De Morgen. 

### Parcours politique
De 2015 à 2017 il siège à la section jeune du CD&V, pour, finalement en mars 2017, être choisi pour la présider. En novembre 2019, seul candidat, il est reconduit.
Au niveau local, de 2015 à 2017, il est président de la section molenbeekoise du CD&V. À la suite de son déménagement à Vilvorde, il poursuit son engagement dans la section locale du CD&V. Depuis janvier 2019, il est d'ailleurs chef de son groupe au conseil communal de la ville brabançonne.
En octobre 2019, il brigue le poste de président du CD&V. Au premier tour il récolte 19 % des suffrages, suffisamment pour lui permettre d’accéder au second tour où il s'incline avec 46,88 % face à Joachim Coens.
Aux élections législatives fédérales de 2019, il est tête de liste du CD&V dans le Brabant flamand. Élu, il est même propulsé en mars 2020 (renonçant du coup à son poste de président du Jong CD&V) chef de groupe à la Chambre pour les chrétiens-démocrates.
Le 1er octobre 2020, il est nommé secrétaire d’État à l'Asile et à la Migration au sein du gouvernement De Croo. Rattaché au ministre de l'Intérieur, il est aussi chargé de la Loterie nationale. En 2021, dans les jours qui précèdent la bataille de Kaboul, il se distingue par un refus du moratoire européen sur les expulsions à destination de l'Afghanistan,, déclarant que « pour certaines personnes, dans certaines régions, une politique de retour doit être possible ».
En mai 2022, à la suite d'une élection anticipée due à une baisse significative du parti dans les sondages, il se porte à nouveau candidat à la présidence du CD&V, il est alors le seul candidat. Il devient en juin 2022, avec 97 %, président du parti,.
Il remporte le concours de drag-queen de l’émission Make Up Your Mind en 2023. Selon Le Monde, cette prestation serait « destinée à doper sa formation, en perte de vitesse, et à redorer son propre blason ».

## Vie privée
Depuis l'été 2022, il est en couple avec la députée Nawal Farih.

## Mandats politiques
- 17 mars 2020 - 1er octobre 2020 : député fédéral à la Chambre des représentants de Belgique ;
- Depuis le 1er octobre 2020 : secrétaire d’État belge à l'Asile et à la Migration (chargé de la Loterie nationale) dans le gouvernement De Croo.
- Depuis le 25 juin 2022 : président du CD&V.